# مزرعة عقرك (خبر بافت)
مزرعة عقرك (بالإنجليزية: Mazraeh-ye Aqerk)‏ هي مستوطنة تقع في إيران في كرمان. يقدر عدد سكانها بـ 27 نسمة .